# Leirhøi
De Leirhøi is een berg behorende bij de gemeente Lom in de provincie Oppland in Noorwegen. De berg, gelegen in Nationaal park Jotunheimen, heeft een hoogte van 2330 meter.
De Leirhøi is onderdeel van het gebergte Jotunheimen.